# 身近な自然
身近な自然（みぢかなしぜん）（英語：familiar nature）は、自然遺産（ユネスコ世界遺産）の諮問機関である国際自然保護連合（IUCN）が、森林情報学（森林科学）や環境学における自然に近い森林と、生活文化における里山のような入会地（コモンズ）の意義に鑑み、持続可能な開発に則した森林資源の活用と自然保護の両立、人間の精神衛生に必要なものとして今後保護の対象とすべき場所としている。

## 概要
日本語では慣用句として「身近な自然」という表現が多用されるが、地球上にはそうした環境すらない地域も多い。そのため英語では「familiar nature」以外にも「beside nature（傍にある自然）」「present nature（そこにある自然）」などIUCNの中でも様々な言い回しがある。
IUCNが「身近な自然」に着目したのは、文化遺産において文化的景観という概念が採用され、生活圏に近い自然が重視されるようになったことによる。「身近な自然」は必ずしも大規模なものでなくても構わず、生物多様性なども求めない。隔絶された自然より里山や都市との景観接続があり、自然と人間の共生や森林計画など社会的環境に比重が置かれる。
実践例としては、イギリスの湖水地方が過去に世界遺産に推薦した際には登録が見送られたが、改めて文化的景観と「身近な自然」として文化的環境に視点を切り替えたことで2017年に登録されるに至った経緯がある。
日本では神社の鎮守の森のように宗教が自然崇拝と近い関係（神道の緑性）にあることから居住地内などでも身近なところに自然があるほか、伝統的な自然農法に必要な雑木林を保護したり、都市公園法により都会のオアシスとして緑地が整備されるなど、他国に比べ「身近な自然」が多く恰好のモニタリング地となっている。トトロの森がある狭山丘陵とその恩恵をうける三富新田（武蔵野の落ち葉堆肥農法として日本農業遺産に登録）の関係と、その所在地周辺が宅地造成されている地理的条件は好例とされる。
また、「nature」には「本性」の意味もあり、パーマカルチャーにおいて「familiar nature」は「身近な人間性」という解釈も採り、人間が自然回帰できる場という意味も加えている。

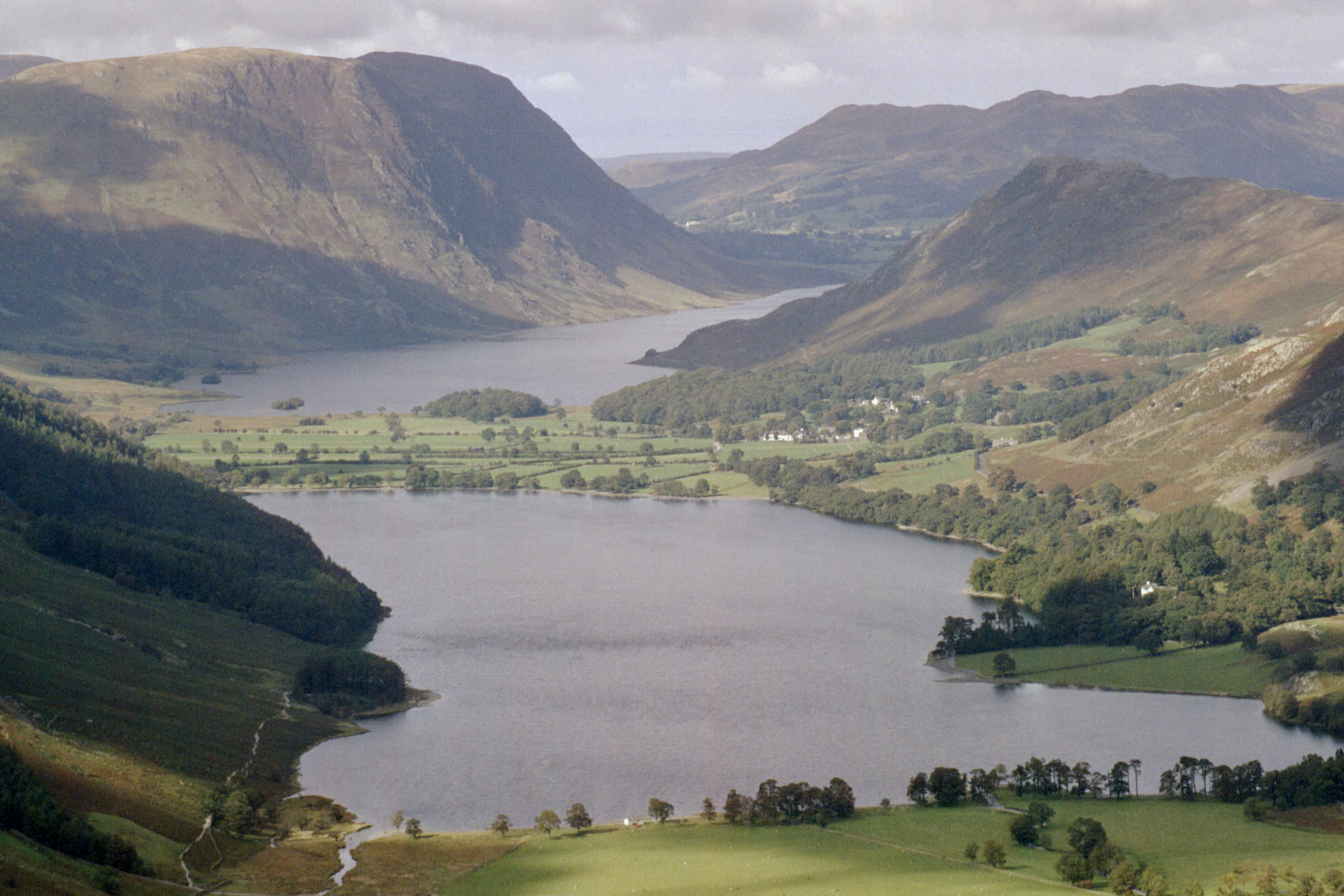
身近な自然として世界遺産になった英国湖水地方
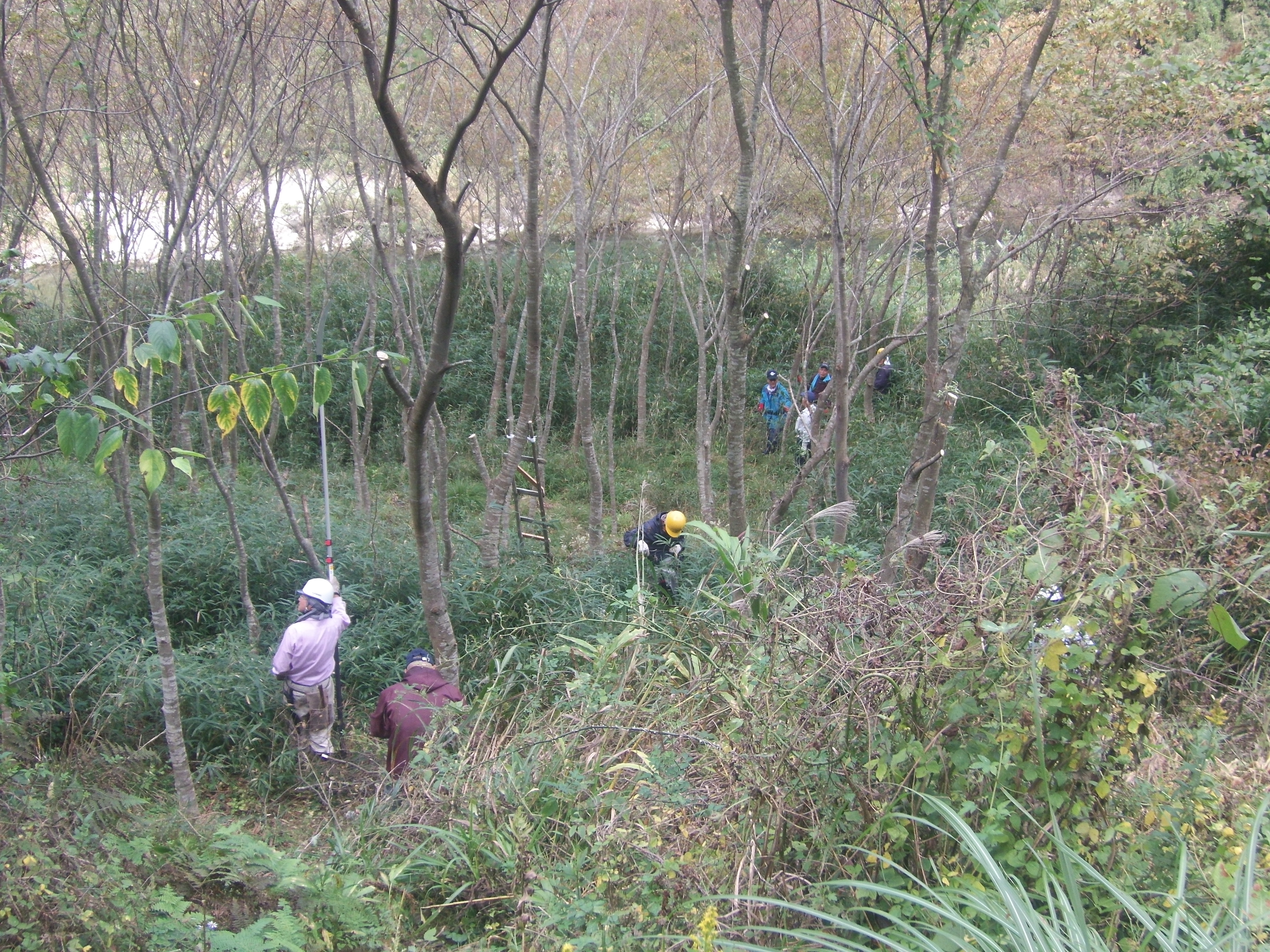
里山の入会地
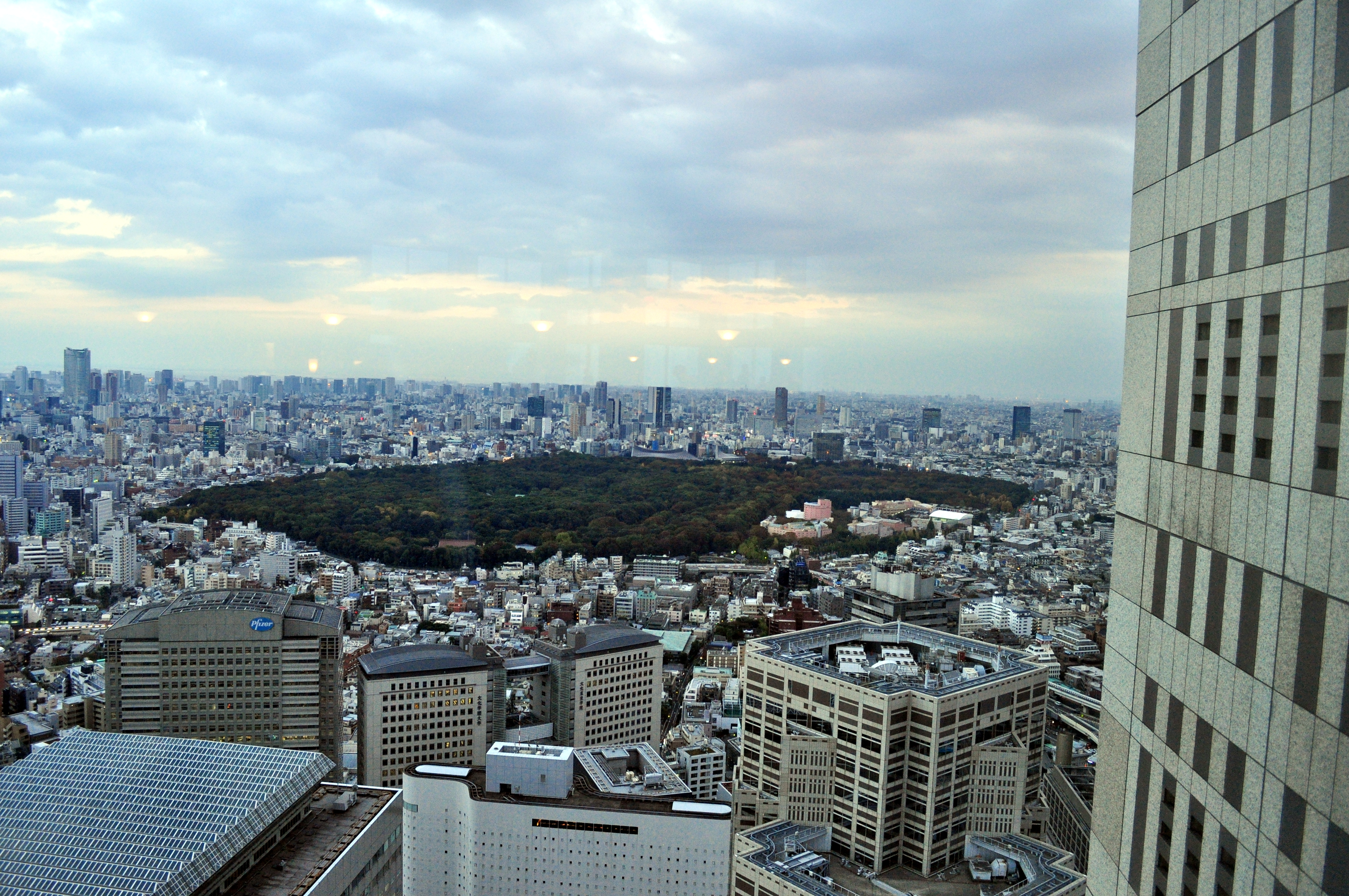
都会の身近な自然 明治神宮の森
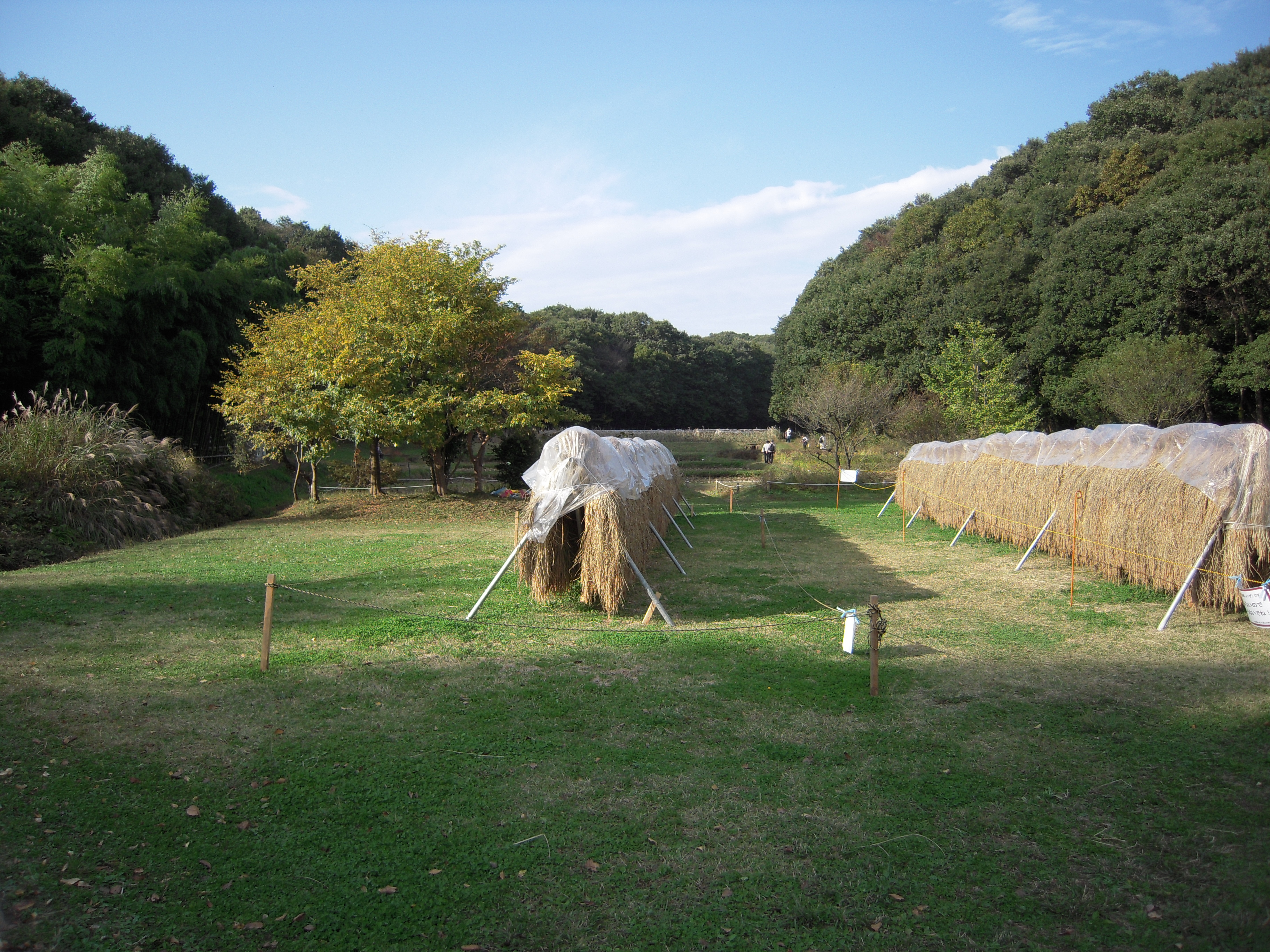
トトロの森がある狭山丘陵

## ネイティブガーデン
造園には自然風の造園というものがあり、ネイティブガーデニングとも呼ばれ、身近な庭を庭があるその地理的地域固有の木、低木、グラウンドカバー 、草などのネイティブな植物を使用して作庭してある。

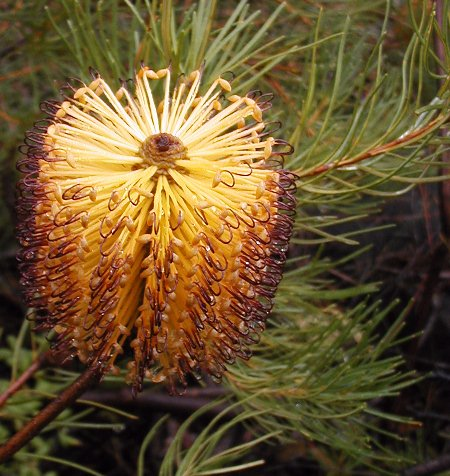
野生生物を魅了するシドニーの地元植物、 Banksia spinulosa

自然のランドスケープは気候、地理、気象条件に適応しており、何千年もの間在来の植物が地域の状況に適応し進化してきたことを考えると、維持するために農薬、肥料、水やりは必要としない。しかしながら、これらの施用は、荒廃または雑草の多い景観と化したり、地域における木々および他の植生の予防的ケアのために必要であり得る。
在来植物は活発で丈夫、冬の寒さや夏の暑さにも耐えることができる「メンテナンスの少ない」ガーデニングや造園といった今日の関心に適しており、一旦確立されればそれらは灌漑または受精なしで繁栄することができ、そしてほとんどの害虫および病気に対して抵抗性がある。
多くの地方自治体は、地方自治体の予算上の制約および削減によって、自然風の景観の利点をすぐに認識しており、一般市民は節水およびより多くの個人的な時間を生み出すための自然景観技術の実施から恩恵を受けている。
在来植物は、蝶、鳥、花粉媒介者および他の野生生物の在来種にとって適切な生息地を提供する。しばしば植えに無数の選択肢を提供することで、庭園の中に多くの多様性、導入の種、品種および外来種を提供する。固有の植物は動物、真菌、微生物と共進化し、複雑な関係のネットワークを形成してきたが、それこそが彼らの本来の生息地と生態系または自然のコミュニティの基盤である。
このような庭園は多くの場合地域の気候、害虫や草食動物および土壌条件に慣らされている植物の恩恵を受け、多少必要とするかもしれない土壌改良、灌漑、殺虫剤および除草剤低メンテナンスで、より多くが持続可能な風景へと進化を遂げる。